# Línea 2 (Urbanos de Torrejón de Ardoz)
La línea 2 de la red de autobuses urbanos de Torrejón de Ardoz une Las Fronteras con el Barrio Castillo y Los Fresnos.

## Características
Esta ruta une entre sí los barrios de Las Fronteras, El Castillo y Los Fresnos, realizando un recorrido circular en estos dos últimos.
La línea circula exclusivamente por el término municipal de Torrejón de Ardoz. Como bien se expresa en la numeración interna del CRTM, recibe el número 2148. El primer dígito corresponde a la línea, en este caso la línea 2. Y los últimos tres dígitos corresponden al municipio por el que circula, en este caso 148 corresponde al municipio de Torrejón de Ardoz.

### Frecuencias
| Salida de Las Fronteras (C/ Alcorcón) |
| Lunes a viernes laborables            |
| -                                     |
| De 6:20 a 22:50 cada 30 minutos       |
| Sábados laborables                    |
| De 6:30 a 23:00 cada 30 minutos       |
| Domingos y festivos                   |
| -                                     |
| De 7:30 a 23:00 cada 30 minutos       |

| Paso aproximado por el Barrio del Castillo   |
| Lunes a viernes laborables                   |
| A 6ː20*                                      |
| De 6:40 a 23:10 cada 30 minutos              |
| Sábados laborables                           |
| De 6:50 a 23:20 cada 30 minutos              |
| Domingos y festivos                          |
| A 7ː30*                                      |
| De 7:50 a 23:20 cada 30 minutos              |
| *Sale del Barrio del Castillo, parada 21249. |

## Recorrido y paradas
NOTA: Las paradas sombreadas en morado se realizan en sentido Barrio Castillo, mientras que las sombreadas en azul se realizan en sentido Las Fronteras. El resto de paradas son comunes para ambos sentidos, al tener circuito neutralizado.
| Código | Parada                                    | Común con                          | Conexiones con Cercanías |
| ------ | ----------------------------------------- | ---------------------------------- | ------------------------ |
| 07232  | Alcorcón - Las Fronteras                  |                                    |                          |
| 07233  | Alcorcón - Torrejón                       |                                    |                          |
| 06909  | Torrejón - Puerto de Navacerrada          |                                    |                          |
| 10892  | Av. Constitución - Av. Fronteras          | 1A 3 4 5A 215 220 224 251 340 824  |                          |
| 15082  | Av. Constitución - Est. Torrejón de Ardoz | 1A 3 5A 223 224 340 824            | Torrejón de Ardoz        |
| 06913  | Av. Constitución - Cantalarrana           | 1A 3 5A                            |                          |
| 06915  | Río - Canillas                            | 1A 3 5A                            |                          |
| 10893  | Cemento - Delegación de Hacienda          | 1A 3 5A                            |                          |
| 06919  | Oxígeno - Mármol                          | 1A 3 5A                            |                          |
| 06921  | Hilados - Centro Cultural                 | 1A 3 5A                            |                          |
| 06922  | Hilados - Parque Cataluña                 | 1A 3 5A                            |                          |
| 12941  | Hilados - Comisaría                       | 5A                                 |                          |
| 12942  | Álamo - Colegio                           |                                    |                          |
| 15081  | Garabay - José Cadalso                    |                                    |                          |
| 06927  | Ctra. Loeches - San Benito                |                                    |                          |
| 21248  | Ctra. Castillo - Valle del Jerte          |                                    |                          |
| 21249  | Ctra. Castillo - Valle de la Angostura    |                                    |                          |
| 21189  | Joaquín Blume - Valle del Cabriel         | 3                                  |                          |
| 06943  | Av. Fresnos - Júpiter                     | 3                                  |                          |
| 20434  | Av. Fresnos - Pisos Tutelados             | 3                                  |                          |
| 06944  | Av. Fresnos - Poseidón                    | 3                                  |                          |
| 11929  | Pozo de las Nieves - Circunvalación       | 224A                               |                          |
| 12944  | Pozo de las Nieves - Parque Cataluña      |                                    |                          |
| 12945  | Álamo - Colegio                           |                                    |                          |
| 12946  | Hilados - Comisaría                       | 5B                                 |                          |
| 06923  | Hilados - Parque Cataluña                 | 1B 3 5B 224A                       |                          |
| 06920  | Hilados - Centro Cultural                 | 1B 3 5B                            |                          |
| 06918  | Forja - Oxígeno                           | 1B 3 5B                            |                          |
| 06916  | Cemento - Carbono                         | 3                                  |                          |
| 06914  | Ctra. Loeches - Solana                    | 3                                  |                          |
| 06912  | Av. Constitución - Cantalarrana           | 1B 3 5B 6 824                      |                          |
| 07430  | Av. Constitución - Est. Torrejón de Ardoz | 1B 3 5B 340 824                    | Torrejón de Ardoz        |
| 18255  | Av. Fronteras - Av. Constitución          | 1B 5B 215 224 224A 261 824 VAC-243 |                          |
| 06908  | Torrejón - Puerto de Navacerrada          |                                    |                          |
| 06907  | Alcorcón - Torrejón                       |                                    |                          |
| 06906  | Alcorcón - Las Fronteras                  |                                    |                          |